# 우메다 운빈

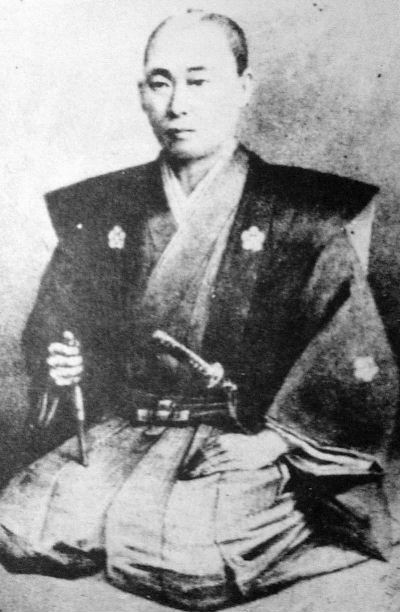
우메다 운빈

우메다 운빈(梅田雲浜)은 막말의 유학자이다. 통칭은 겐지로(源次郎). 호는 운빈(雲浜).

## 같이 보기
- 안세이 대옥